# Zepter International
Zepter International је међународно предузеће које производи и продаје робе широке потрошње широм света, углавном путем директне продаје, као и кроз продавнице. Zepter производи се производе у седам Zepter фабрика у Немачкој, Италији и Швајцарској.
Основано је у Линцу, Аустрија у 1986. години. Њен оснивач је Филип Цептер, предузетник и емигрант из Југославије (сада Србије). Због овог посла, он је постао један од најбогатијих Срба, а нето вредност процењује се на 300 милиона долара. Сада живи у Монаку.

## Развој
Zepter International почео је да шири широм света нерђајуће пoсуде и шерпе, произведене у фабрици у Милану, Италија. У 1996. години компанија Zepter Група је стекла две компаније са седиштем у Швајцарској, и на тај начин, извела на тржиште:
- светлосно терапијска медицинска опрема - набавка Bioptron AG, Wollerau;
- козметике - кроз Intercosmetica Neuchâtel SA, Neuchâtel.

После ових инвестиција седиште се преселило у Швајцарску. Касније "Zepter Finance Holding AG" је основана, и пружа услуге у области државне пензије, здравства, осигурања и некретнина.

## Позиционирање на тржишту и признање
Zepter производи се продају у више од четрдесет земаља, где је у основи "Zepter" у потрази за пословним менаџерима , који би требало да организују демонстрације производа и убеди људе да купују Zepter производе.